# Kiningholm
Kiningholm är en ö nära Själö i Nagu,  Finland. Den ligger i Skärgårdshavet i Pargas stad i den ekonomiska regionen  Åboland i landskapet Egentliga Finland, i den sydvästra delen av landet. Ön ligger omkring 4 kilometer sydost om Själö, 6 kilometer nordost om Nagu kyrka, 30 kilometer sydväst om Åbo och omkring 160 kilometer väster om Helsingfors. Närmaste allmänna förbindelse är förbindelsebryggan vid Själö som trafikeras av M/S Falkö och M/S Östern.
Öns area är 6,7 hektar och dess största längd är 0,6 kilometer i öst-västlig riktning. Ön höjer sig omkring 25 meter över havsytan. I omgivningarna runt Kiningholm växer i huvudsak barrskog.